# Witalij Szumski
Witalij Iwanowycz Szumski, ukr. Віталій Іванович Шумський (ur. 17 maja 1972 w Złoczowie, w obwodzie lwowskim) – ukraiński piłkarz, grający na pozycji pomocnika, trener piłkarski.

## Kariera piłkarska

### Kariera klubowa
W 1992 rozpoczął karierę piłkarską w klubie Skała Stryj. Latem 1993 został zaproszony do Nywy Tarnopol. Potem występował w klubach Karpaty Lwów i Dnipro Dniepropetrowsk. Na początku 1997 na krótko powrócił do Nywy Tarnopol, a już latem przeniósł się do Prykarpattia Iwano-Frankiwsk. W kwietniu 1998 grał w farm-klubie FK Tyśmienica. W 1999 zakończył karierę piłkarską w Dynamie Lwów. Potem wyjechał do Belgii, gdzie spędził 7 lat zarabiając na życie. Po powrocie do ojczyzny grał w amatorskich zespołach obwodu lwowskiego.

## Kariera trenerska
Po powrocie do Ukrainy rozpoczął pracę szkoleniową. Od 2008 łączył funkcje trenerskie i piłkarza w miejscowym zespole Sokił Złoczów. Potem trenował dzieci w Szkole Piłkarskiej Karpaty Lwów. 29 maja 2018 został mianowany na stanowisko głównego trenera Nywy Tarnopol. 23 września 2018 podał się do dymisji.